# 内藤了
内藤 了（ないとう りょう、2月20日 - ）は、日本の小説家。デザイン事務所経営者。長野県出身。長野県長野西高等学校卒業。

## 経歴
2011年、「奇譚百話綴り」で第6回『幽』怪談文学賞長編部門佳作入選。
2012年、「霜月の花」で第7回『幽』怪談文学賞長編部門奨励賞受賞。「依憑」で第19回日本ホラー小説大賞最終候補。
2013年、「顔剥ぎ観音」で第8回『幽』怪談文学賞長編部門奨励賞受賞。
2014年、「ON（おん）」で第21回日本ホラー小説大賞読者賞受賞。同作を改題した『ON 猟奇犯罪捜査班・藤堂比奈子』でデビュー。
2016年、『猟奇犯罪捜査班・藤堂比奈子』シリーズが連続テレビドラマ化された。

## 作品リスト

### 単行本

#### 猟奇犯罪捜査班・藤堂比奈子シリーズ
- ON 猟奇犯罪捜査班・藤堂比奈子（2014年10月 角川ホラー文庫、KADOKAWA）
- CUT 猟奇犯罪捜査班・藤堂比奈子（2015年3月 角川ホラー文庫、文庫カバーデザイン・舘山一大、KADOKAWA）
- AID 猟奇犯罪捜査班・藤堂比奈子（2015年8月 角川ホラー文庫、KADOKAWA）
- LEAK 猟奇犯罪捜査班・藤堂比奈子（2016年1月 角川ホラー文庫、KADOKAWA）
- ZERO 猟奇犯罪捜査班・藤堂比奈子（2016年6月 角川ホラー文庫、KADOKAWA）
- ONE 猟奇犯罪捜査班・藤堂比奈子（2016年7月 角川ホラー文庫、KADOKAWA）
- BACK 猟奇犯罪捜査班・藤堂比奈子（2016年12月 角川ホラー文庫、KADOKAWA）
- MIX 猟奇犯罪捜査班・藤堂比奈子（2017年7月 角川ホラー文庫、KADOKAWA）
- COPY 猟奇犯罪捜査官・藤堂比奈子（2018年2月 角川ホラー文庫、KADOKAWA）
- BURN 上 猟奇犯罪捜査官・藤堂比奈子（2019年1月 角川ホラー文庫、KADOKAWA）
- BURN 下 猟奇犯罪捜査官・藤堂比奈子（2019年1月 角川ホラー文庫、KADOKAWA）

スピンオフ作品
- パンドラ 猟奇犯罪検死官・石上妙子（2017年4月 角川ホラー文庫、KADOKAWA）
- サークル 猟奇犯罪捜査官・厚田巌夫（2018年8月 角川ホラー文庫、KADOKAWA）
- OFF 猟奇犯罪分析官・中島保（2020年9月 角川ホラー文庫、KADOKAWA）
- タラニス 死の神の湿った森（2022年9月 角川書店、KADOKAWA）
- アイズ 猟奇死体観察官・児玉永久 (2023年11月　角川ホラー文庫、KADOKAWA)

#### 東京駅おもてうら交番・堀北恵平シリーズ
- MASK 東京駅おもてうら交番・堀北恵平（2019年2月 角川ホラー文庫、KADOKAWA）
- COVER 東京駅おもてうら交番・堀北恵平（2019年8月 角川ホラー文庫、KADOKAWA）
- PUZZLE 東京駅おもてうら交番・堀北恵平（2020年3月 角川ホラー文庫、KADOKAWA）
- TURN 東京駅おもてうら交番・堀北恵平（2020年8月 角川ホラー文庫、KADOKAWA）
- DOUBT 東京駅おもてうら交番・堀北恵平（2021年3月 角川ホラー文庫、KADOKAWA）
- EVIL 東京駅おもてうら交番・堀北恵平 （2021年9月 角川ホラー文庫、KADOKAWA）
- TRACE 東京駅おもてうら交番・堀北恵平 （2022年3月 角川ホラー文庫、KADOKAWA）
- LAST 東京駅おもてうら交番・堀北恵平 （2022年11月 角川ホラー文庫、KADOKAWA）

#### 警察庁特捜地域潜入班・鳴瀬清花シリーズ
- FIND　警察庁特捜地域潜入班・鳴瀬清花 (2022年11月　角川ホラー文庫)
- LIVE  警察庁特捜地域潜入班・鳴瀬清花 (2023年5月　角川ホラー文庫)
- BEAST  警察庁特捜地域潜入班・鳴瀬清花　(2023年11月　角川ホラー文庫)
- COLD  警察庁特捜地域潜入班・鳴瀬清花　(2024年5月　角川ホラー文庫)
- DOLL 警察庁特捜地域潜入班・鳴瀬清花 (2024年12月　角川ホラー文庫)
- BLOOD 警察庁特捜地域潜入班・鳴瀬清花 (2025年6月　角川ホラー文庫)

#### 夢探偵フロイトシリーズ
- 夢探偵フロイト-マッド・モラン連続死事件-（2018年2月 小学館文庫キャラブン!）
- 夢探偵フロイト-てるてる坊主殺人事件-（2018年11月 小学館文庫キャラブン!）
- 夢探偵フロイト-邪神が売る殺意-（2019年12月 小学館文庫キャラブン!）
- 夢探偵フロイト-アイスクリーム溺死事件-（2020年12月 小学館文庫キャラブン!）
- 夢探偵フロイト-ナイトメアの殺人実験-（2022年1月 小学館文庫キャラブン!）

#### よろず建物因縁帳シリーズ
- 鬼の蔵 よろず建物因縁帳（2016年12月 講談社タイガ）
- 首洗い滝 よろず建物因縁帳（2017年6月 講談社タイガ）
- 憑き御寮 よろず建物因縁帳（2018年1月 講談社タイガ）
- 犬神の杜 よろず建物因縁帳（2018年6月 講談社タイガ）
- 魍魎桜 よろず建物因縁帳（2019年1月 講談社タイガ）
- 堕天使堂 よろず建物因縁帳（2019年10月 講談社タイガ）
- 怨毒草紙 よろず建物因縁帳（2020年6月 講談社タイガ）
- 畏修羅 よろず建物因縁帳（2020年11月 講談社タイガ）
- 蠱峯神 よろず建物因縁帳（2021年6月 講談社タイガ）
- 隠温羅 よろず建物因縁帳（2021年12月 講談社タイガ）

#### 憑依作家 雨宮縁シリーズ
- スマイル・ハンター 憑依作家 雨宮縁（2020年3月 祥伝社文庫）
- ネスト・ハンター 憑依作家 雨宮縁（2021年2月 祥伝社文庫）
- ハニー・ハンター 憑依作家 雨宮縁（2022年6月 祥伝社文庫）
- トラップ・ハンター 憑依作家 雨宮縁（2023年4月 祥伝社文庫）
- ハンター・ハンター 憑依作家雨宮縁 (2024年6月 祥伝社文庫)

#### 警視庁異能処理班ミカヅチシリーズ
- 桜底 警視庁異能処理班ミカヅチ（2022年1月 講談社タイガ）
- 呪街 警視庁異能処理班ミカヅチ（2022年8月 講談社タイガ）
- 禍事 警視庁異能処理班ミカヅチ（2023年3月 講談社タイガ）
- 迷塚 警視庁異能処理班ミカヅチ（2023年10月 講談社タイガ）
- 黒仏 警視庁異能処理班ミカヅチ（2024年4月 講談社タイガ）
- 青屍 警視庁異能処理班ミカヅチ（2024年10月 講談社タイガ）
- 妖声 警視庁異能処理班ミカヅチ (2025年5月 講談社タイガ)

#### その他
- ゴールデン・ブラッド GOLDEN BLOOD (2017年10月 幻冬舎文庫)
- メデューサの首　微生物研究室特任教授　坂口信 (2019年12月 幻冬舎文庫)
- アポピスの復活 微生物研究室特任教授・坂口信 (2024年12月　角川ホラー文庫)

### アンソロジー
「」内が収録されている内藤了の作品
- てのひら怪談 辛卯（2011年6月 ポプラ文庫）「真夜中に豚汁」
- てのひら怪談 癸巳（2013年12月 MF文庫ダ・ヴィンチ）「戸隠キャンプ場にて」
- きっと、夢に見る 競作集〈怪談実話系〉（2015年4月 角川文庫）「恋ひ塚」

## メディア・ミックス

### テレビドラマ
- ON 異常犯罪捜査官・藤堂比奈子（2016年7月 - 9月、フジテレビ系列、主演：波瑠）[4]

### 漫画
- FIND 警察庁特捜地域潜入班・鳴瀬清花（2025年3月 -、カドコミ、作画：関口太郎）[5]